# رنهو
رنهو (انگلیسی: Renhō؛ زادهٔ ۲۸ نوامبر ۱۹۶۷) سیاست‌مدار اهل ژاپن است.